# شاهرخ فروتنیان

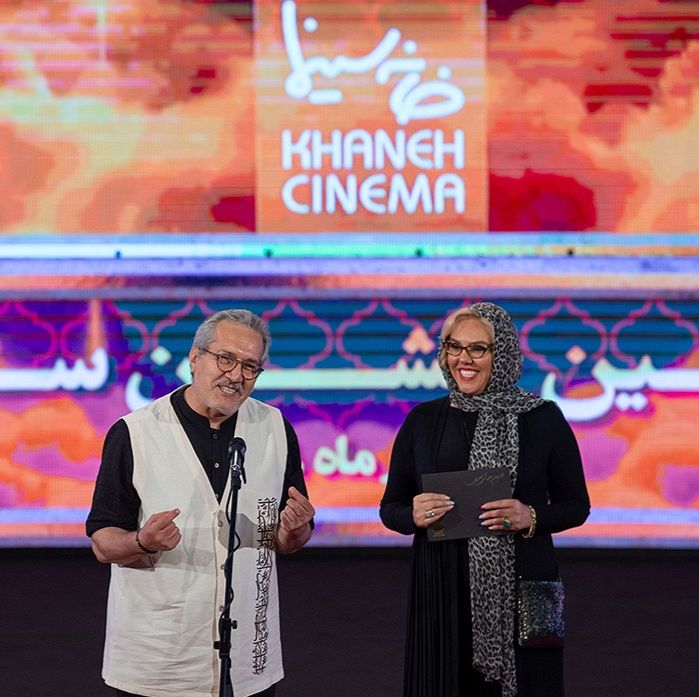
شاهرخ فروتنیان در کنار همسرش افسانه چهره‌آزاد، ۱۳۹۸

شاهرخ فروتنیان (زادهٔ ۱ فروردین ۱۳۳۵) طراح صحنه و لباس، نقاش، بازیگر سینما و تلویزیون اهل ایران است.

## حرفه

### بازیگری

#### سینما
- پیتوک (١٣٩٨)
- حکم تجدیدنظر (۱۳۹۸)
- آنجا همان ساعت (۱۳۹۷)
- پالتو شتری (۱۳۹۷)
- کار کثیف (١٣٩۶)
- دختری با شال قرمز (۱۳۹۵)
- امکان مینا (۱۳۹۵)
- دختر (۱۳۹۴)
- چهارشنبه ۱۹ اردیبهشت (۱۳۹۳)
- دلتنگی‌های عاشقانه (۱۳۹۱)
- دهلیز (۱۳۹۱)
- فرزندخوانده (۱۳۹۰)
- میگرن (حضور افتخاری) (۱۳۹۰)
- بوسیدن روی ماه (۱۳۹۰)
- قصه ها (۱۳۹۰)
- آقا یوسف (۱۳۸۹)
- سیزده ۵۹ (۱۳۸۹)
- برخورد خیلی نزدیک (۱۳۸۷)
- شبانه روز (۱۳۸۷)
- جعبه موسیقی (۱۳۸۶)
- خواب زمستانی (۱۳۸۶)
- اقلیما (۱۳۸۵)
- در مه بخوان (بالاتر از آسمان) (۱۳۸۵)
- ساعت ۲۵ (۱۳۸۵)
- نسل جادویی (۱۳۸۵)
- به آهستگی (۱۳۸۴)
- باغ‌های کندلوس (۱۳۸۳)
- دیشب باباتو دیدم آیدا (۱۳۸۳)
- کافه ستاره (۱۳۸۳)
- گرداب (۱۳۸۳)
- گیلانه (۱۳۸۳)
- چند تار مو (۱۳۸۲)
- روایت سه‌گانه (اپیزود سوم، ننه گیلانه) (۱۳۸۲)
- عاشق مترسک (۱۳۸۲)
- مارمولک (۱۳۸۲)
- آبادان (۱۳۸۱)
- خانه‌ای روی آب (۱۳۸۰)
- شام آخر (۱۳۸۰)
- از کنار هم می‌گذریم (۱۳۷۹)
- شراره (۱۳۷۸)

#### تلویزیون
- قصه‌های غلامحسین خان تهرانی (مرضیه برومند)
- پزشکان (مسعود کرامتی)
- قصه‌های رودخانه (کمال تبریزی)
- کتاب‌فروشی هدهد (مرضیه برومند) (بازیگر میهمان)
- سربه راه «سعید سلطانی» ((بازیگر مهمان))
- خانه، محله، مدرسه (اسماعیل براری)
- دنیای بهتر (۱۳۹۰)
- فیلم تلویزیونی ساعت ۲۵

#### نمایش خانگی
- ۱۴۰۲ قهوه ترک(علیرضا امینی)
- ۱۴۰۰ خاتون (تینا پاکروان)
- ۱۳۹۸ هم گناه (مصطفی کیایی)

### طراح صحنه و لباس
- به‌آهستگی (۱۳۸۴)
- عاشق مترسک (۱۳۸۲)
- مثلث آبی (۱۳۷۸)
- طوطیا (۱۳۷۷)
- جان‌سخت (۱۳۷۶)